# Eremaphanta zhelochovtsevi
Eremaphanta zhelochovtsevi là một loài ong trong họ Melittidae. Loài này được Popov miêu tả khoa học đầu tiên năm 1957.